# واکنش سیانوهیدرین
واکنش سیانوهیدرین (انگلیسی: Cyanohydrin reaction) یک واکنش شیمیایی در شیمی آلی است که طی آن یک آلدهید یا کتون با یک ترکیب حاوی یون سیانید یا نیتریل واکنش داده و یک سیانوهیدرین تولید می کند.

واکنش بین استون و سدیم سیانید و تولید هیدروکسی‌استونیتریل